# Pedro de Teixeira
Pedro de Teixeira (Cantanhede, ... – 4 giugno 1640) è stato un esploratore portoghese che diventò, nel 1637, il primo Europeo a navigare il Rio delle Amazzoni per tutta la sua lunghezza. Grazie alla spedizione di Teixeira e di altri portoghesi che si avventurarono nell'entroterra della foresta amazzonica, la colonia del Brasile acquisì territori di proprietà della Spagna a ovest della linea di demarcazione stabilita dal trattato di Tordesillas nel 1494.

## Spedizione in Amazzonia
Nel 1637, due frati francescani abbandonarono la missione sul Rio delle Amazzoni a causa delle minacce degli indios nativi e con sei soldati partirono in canoa navigando sul fiume in tutta la sua lunghezza arrivando a Forte do Presépio, un avamposto dei portoghesi. Anche se la Spagna e il Portogallo erano, al tempo, sottoposti alla corona del re Filippo IV di Spagna, le rivalità erano comunque intense ed era presente un forte movimento verso l'indipendenza portoghese. Il governatore del Maranhão, Jácome Raimundo de Noronha, non perse tempo nell'organizzare una spedizione alla quale pose come capitano Pedro de Teixeira.
Teixeira aveva già una certa esperienza nell'esplorazione dei territori interni e del Rio Xingu, dove aveva espulso i commercianti inglesi e olandesi. Uno dei frati francescani, Andres de Toledo, venne mandato a Lisbona per riferire dettagli riguardo alla spedizione alle autorità portoghesi.
Teixeira fu il primo europeo a navigare il fiume per la sua intera lunghezza raggiungendo Quito tramite il Rio Napo. La spedizione portoghese era formata da 47 canoe, 1200 nativi e negri, 70 soldati portoghesi. Il compito di procurarsi cibo fu arduo, e richiese gran capacità nella caccia, nella pesca, e nella mediazione tra vari gruppi di tribù con cui scambiare beni.
Dopo otto mesi, i portoghesi raggiunsero l'accampamento spagnolo sul Rio Quijos. Teixeira fece dividere la spedizione, mandando otto canoe avanti mentre il resto sarebbe rimasto presso il villaggio spagnolo per poi affrontare il viaggio di ritorno. Il Rio Quijos venne in seguito abbandonato quanto la corrente si fece troppo forte, e il resto del viaggio venne affrontato a piedi. Dopo quasi un anno, nel 1638, la spedizione raggiunse Quito.

## Viaggio di ritorno
Gli spagnoli del Perù ricevettero i portoghesi con ogni riguardo, essendo però preoccupati riguardo al fatto che si fossero spinti troppo all'interno dei territori amazzonici, spagnoli di diritto come stabilito dal trattato di Tordesillas e dai rapporti di Francisco de Orellana. Teixeira e i suoi compagni vennero tenuti in stato d'arresto per diverse settimane a Quito mentre le autorità decidevano cosa fare. Venne deciso che il gruppo sarebbe stato accompagnato da dei frati Gesuiti, il cui capo era Cristóbal de Acuña, per poi riferire notizie al Consiglio delle Indie.
Il rapporto di Cristobal venne pubblicato in un libro nel 1641. In esso il frate descrive dettagliatamente la regione amazzonica, gli abitanti indigeni e il loro modo di vivere. La spedizione in sé non ebbe grandi problemi eccetto una disputa tra i Gesuiti e i soldati portoghesi riguardo ad una possibile spedizione in caccia di schiavi presso il Rio Negro. Teixeira diede ascolto ai Gesuiti e la spedizione rientrò a Belém il 12 dicembre 1639, circa due anni dopo la sua partenza.
Si sa poco di ciò che accadde a Pedro de Teixeira dopo la spedizione in Amazzonia, quando arrivò a São Luís per stendere un rapporto dettagliato al governatore. Venne promosso con il titolo di Capitão-Mor, e accettò il posto di governatore del Gran Pará il 28 febbraio 1640, lasciando però questa posizione il 26 maggio 1641 a causa della sua cattiva salute. Pedro morì il 4 luglio 1641. Il suo sepolcro si trova nella cattedrale di Nostra Signora delle Grazie a Belém.